# Chionanthus
Chionanthus är ett släkte av syrenväxter. Chionanthus ingår i familjen syrenväxter.
Arter enligt Catalogue of Life:
- Chionanthus axilliflorus
- Chionanthus compactus
- Chionanthus domingensis
- Chionanthus holdridgei
- Chionanthus ligustrinus
- Chionanthus pygmaeus
- Chionanthus virginicus

## Bildgalleri

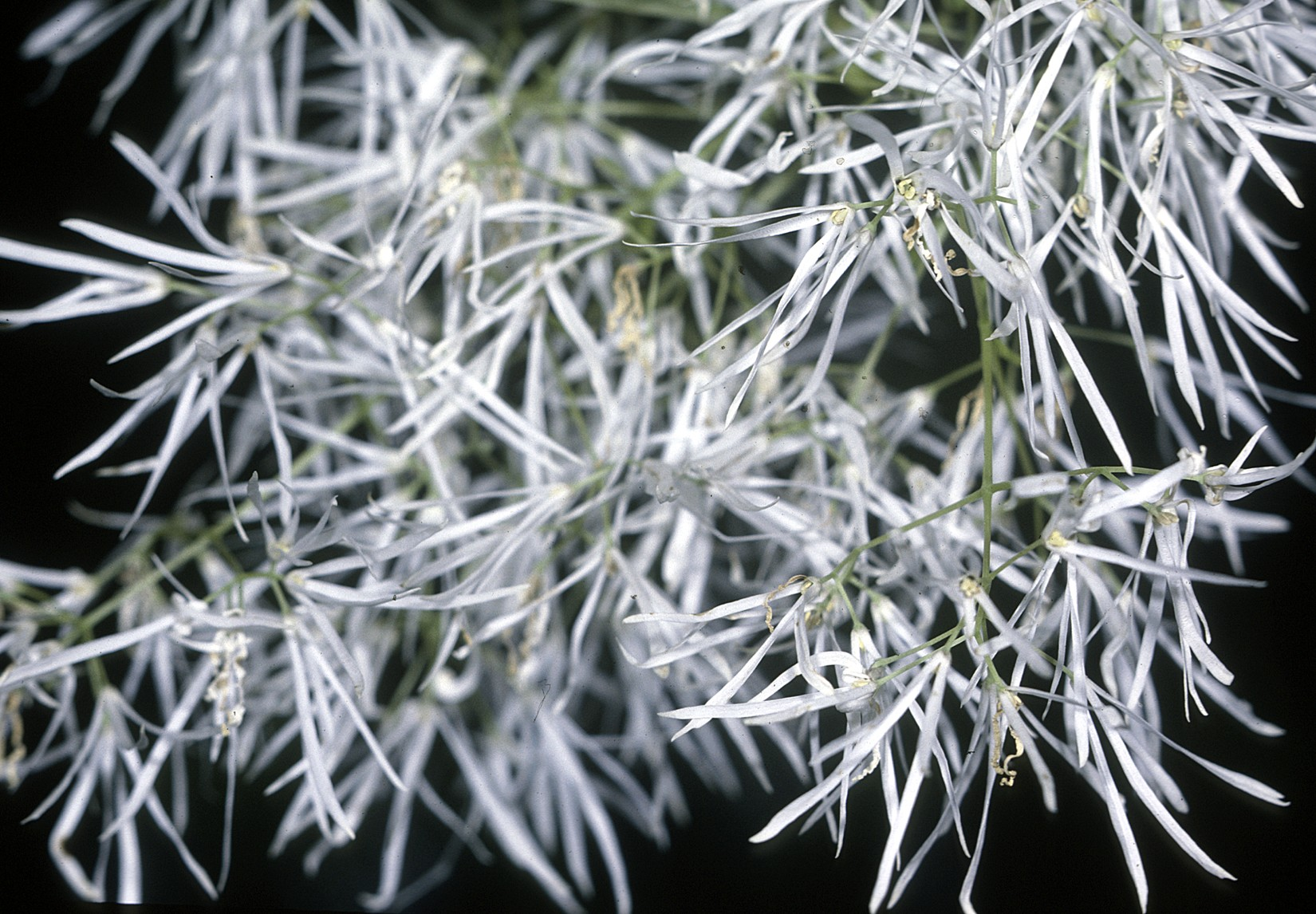
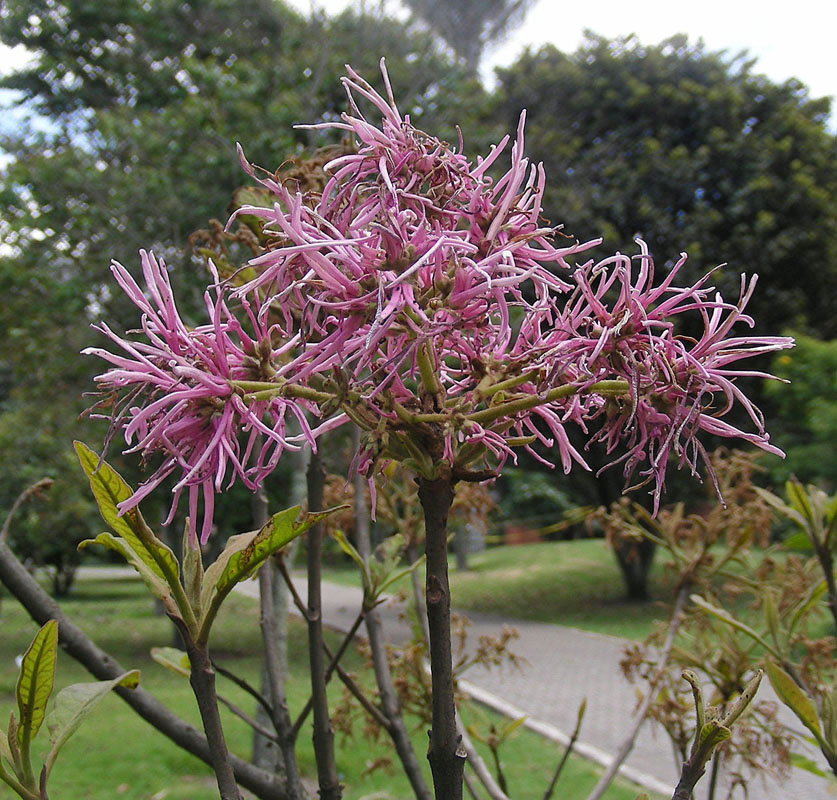
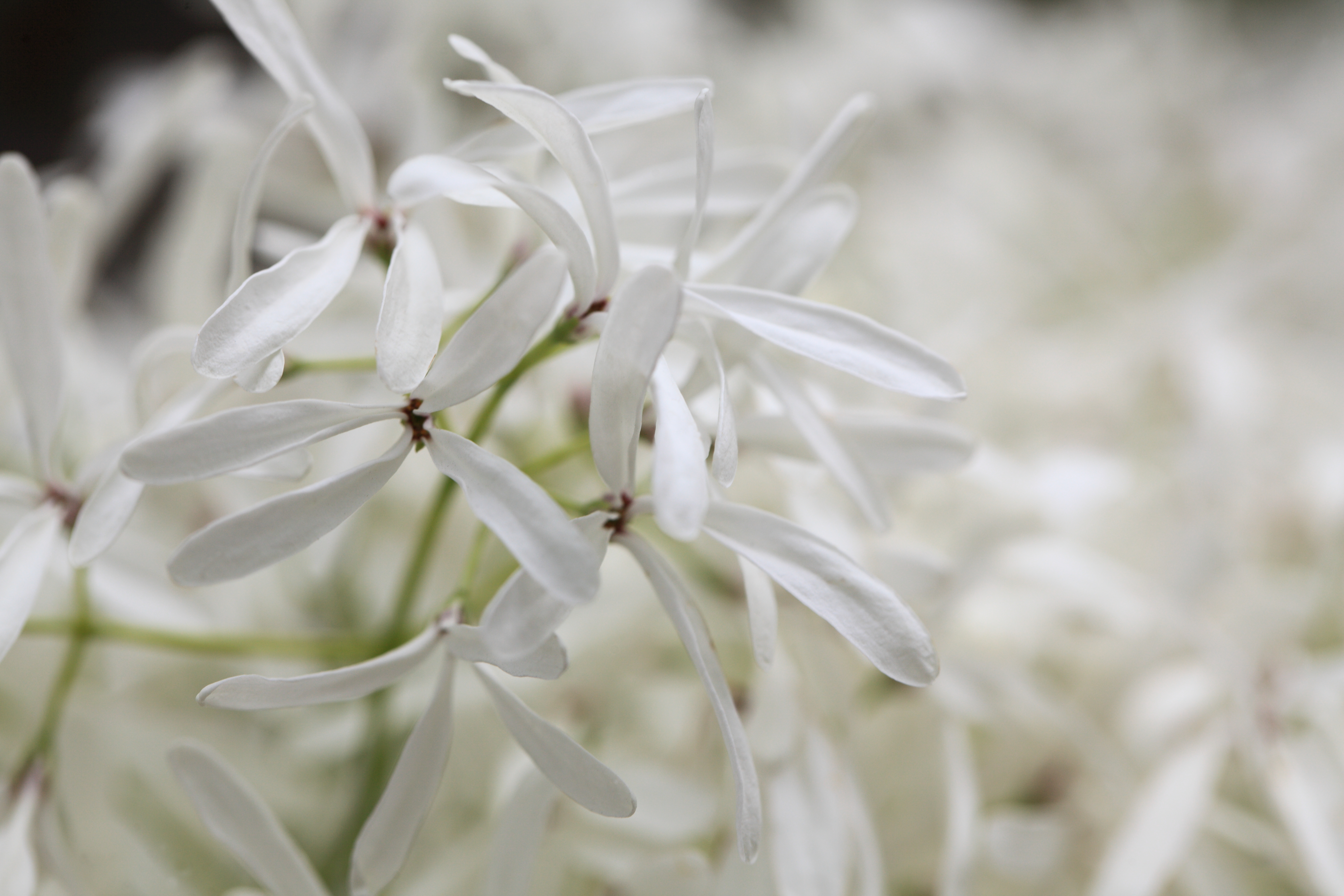